# Juan Litrán Rodríguez
Juan Litrán Rodríguez (c. 1890 - Sevilla, 14 de agosto de 1935) fue militante comunista. Litrán fue víctima de un atentado terrorista en Sevilla en agosto de 1935, atribuido a elementos falangistas.

## Atentado
Poco después de las ocho de la tarde del 10 de agosto de 1935, desde un vehículo que pasaba a gran velocidad por delante del local de la Unión de Sindicatos, en la calle Arenal, número 3, de Sevilla, sus ocupantes hicieron numerosos disparos contra el sindicato comunista, al grito de "¡Viva Falange Española! ¡Viva España!" Puede que el atentado fuera una venganza de elementos falangistas por la muerte de Antonio Corpas Gutiérrez.
A consecuencia de los disparos resultó muerto el conserje Juan Rasero, de 30 años, y resultó gravemente herido Juan Litrán Rodríguez, que contaba con 45 años. Otros dos sindicalistas recibieron heridas leves. Litrán falleció unos días más tarde, en la madrugada del 13 al 14 de agosto, en el Equipo Quirúrgico de Sevilla. A las nueve de la mañana el cadáver fue trasladado al depósito del cementerio.

## Entierro
Detenido entre otros el falangista Sancho Dávila, al entierro de Litrán, que ocurrió sin incidentes, asistieron los diputados Illanes y Alarcón. El Gobernador Civil de Sevilla impuso una multa al camarero Alfonso Sacaro por enviar un telegrama al jefe de Falange Española con motivo del último atentado.